# Marschiermitteltor

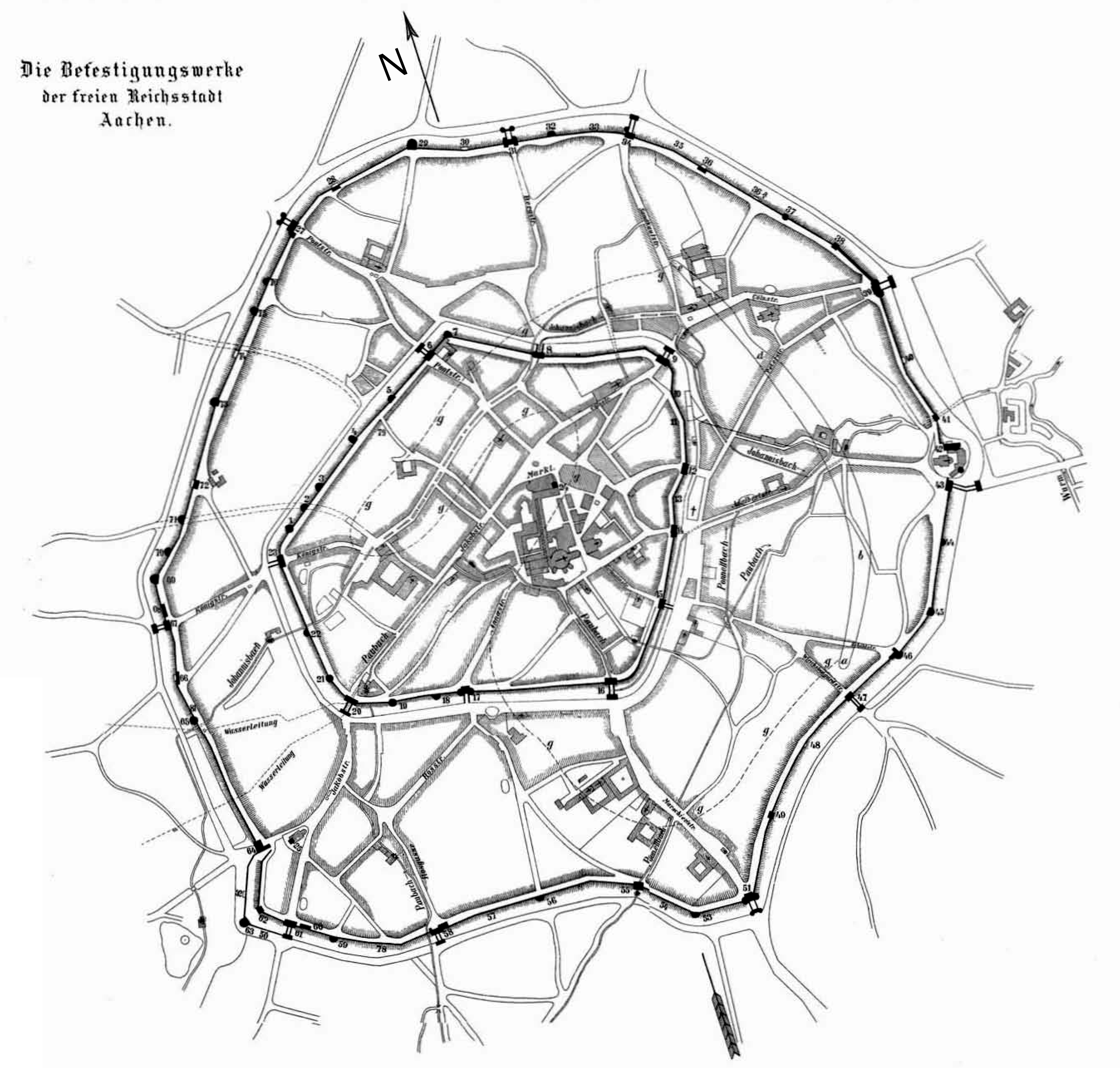
Nr. 16 = Das Marschiermitteltor; Grafik von Carl Rhoen

Das Marschiermitteltor, auch Burtscheider Mitteltor genannt, war ein Stadttor mit Barbakanen im Süden Aachens und gehörte zur inneren Stadtmauer Aachens, die auch den Namen innerer Ring, erste Mauer oder Barbarossa-Mauer trägt. Diese wurde auf Veranlassung des Kaisers Friedrich I. zwischen 1171 und 1175 errichtet und verlief etwa dort, wo noch heute der innere Ring der Stadt Aachen entlangführt.

## Geschichte
Erstmals erwähnt wurde das Marschiermitteltor im Jahr 1215 und wurde vermutlich gegen Ende des 16. Jahrhunderts abgerissen.
Seinen Namen Marschiermitteltor erhielt das vorerst Marschiertor genannte Bauwerk erst nach der Erbauung der äußeren Stadtmauer, da in der Fortsetzung der Marschierstraße (heute Franzstraße) ein weiteres Tor erbaut wurde, das fortan den Namen Marschiertor trug. Dieses zweite Marschiertor ist noch heute erhalten. Um Verwechslungen zu vermeiden, wurden viele Tore der inneren Stadtmauer mit dem Wortzusatz "mittel" versehen.

## Lage
Das Marschiermitteltor befand sich in der sog. Barbarossa-Mauer zwischen den beiden Nebentoren Scherptor und Harduinstor. Die Lage des Marschiermitteltores basiert auf der Verlegung des Heppionstores (Porta praetoria), das vor dem Jahr 1171 existiert haben muss.
In der nahe dem Marschiermitteltor gelegenen Marschierstraße wurde der Paubach aufgeteilt und wurde dort dazu verwendet, den Stadtgraben mit Wasser zu befüllen. 

### Umfeld
Überliefert ist, dass das der Stadt gehörige Landstück uffm Speicher um das Jahr 1450 an einen Unternehmer für die Erbauung eines Kupferwerks an der Kleinmarschierstraße vergeben wurde. Da die Stadt diesem Unternehmen sehr großes Interesse entgegenbrachte, erhielt der Betreiber des Unternehmens als einziger der Stadt Aachen das Privileg, Messing herstellen zu dürfen. So wurde dieser namentlich unbekannte Unternehmer Begründer eines bedeutenden Industriezweiges im Aachener Raum. Durch ihn und durch die eingewanderte Familie Amya gelangte die Kupferindustrie in Aachen zu so hoher Blüte, dass sie schon im Jahre 1505 eine eigene Zunft bildete.
Vor dem Marschiermitteltor verweist heute noch die Matthiashofstraße auf die damals dort ansässige St. Matthias-Bruderschaft, die dem Matthiashof angeschlossen waren.